# Sennit

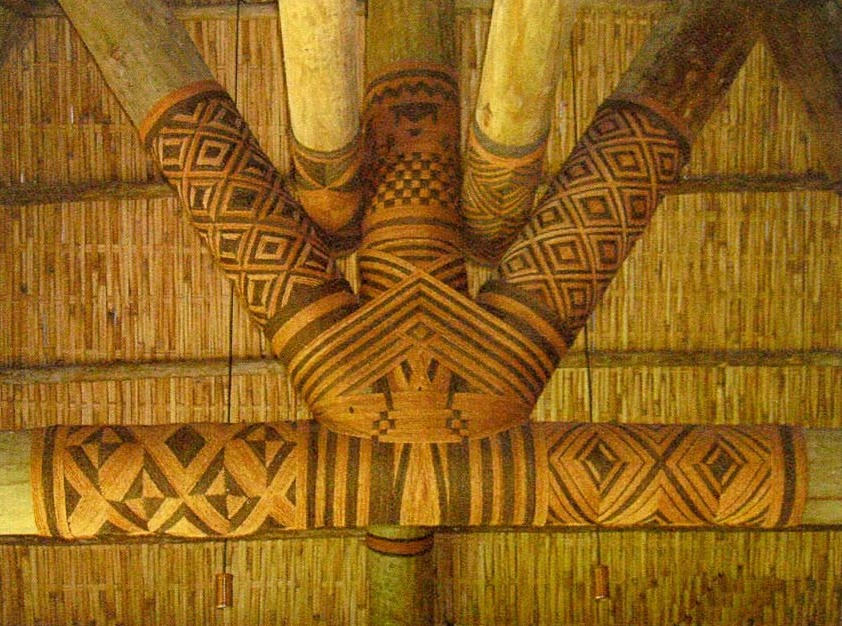
Magimagi sennit de Fiyi, alrededor de fijaciones de techo de madera.

Sennit es un tipo de cordaje hecho por hebras trenzadas de hierba o fibra secadas. 
Se puede utilizar ornamentalmente en oficios, como una clase de macramé, o para hacer sombreros de paja. Sennit es un material importante en las culturas de Oceanía, donde se utiliza en arquitectura tradicional, construcción de barcas, pesca y como ornamentación.

## Oceanía

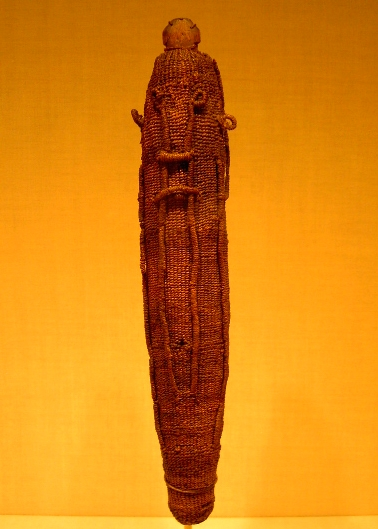
Un envoltorio de figura de dios sagrado en sennit, para el dios tahitiano de la guerra 'Oro.

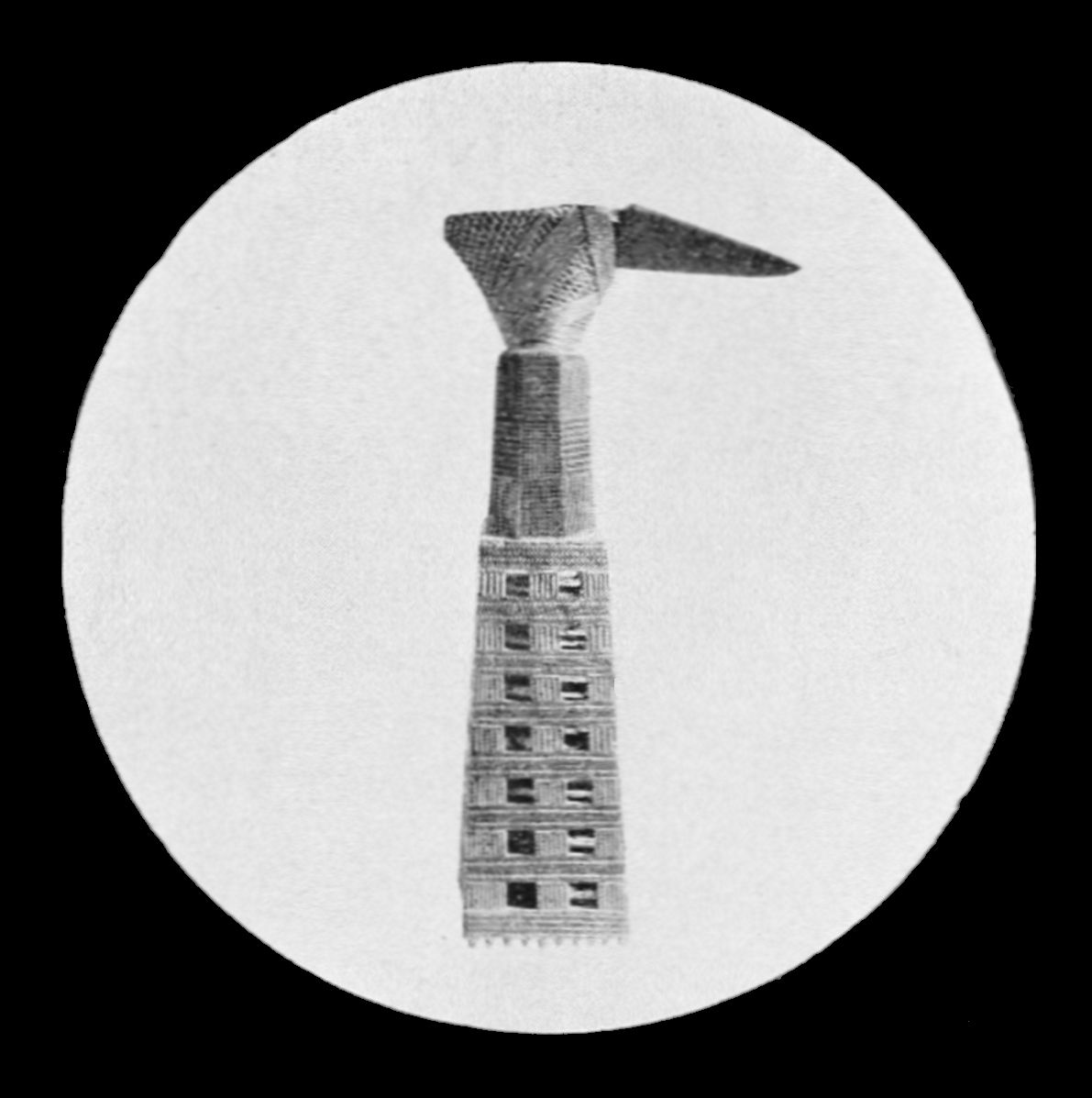
Azuela de piedra ceremonial polinesia (to'i o toki en idiomas polinesios) amarrada en sennit alrededor de la hoja con mango tallado, 1891-1892.

### Tonga
El sennit en Tonga se denomina kafa.

### Fiyi
El término usado en Fijian es magimagi, un producto de artesanía de las Islas de Fiyi.

### Hawái
El término también se utiliza en Hawái y en Polinesia como un cordaje por el trenzado de fibras de cáscara de coco. Era importante para sujetar el ʻama.